# 5530 Eisinga
5530 Eisinga eller 2835 P-L är en asteroid i huvudbältet som upptäcktes den 24 september 1960 av den nederländsk-amerikanske astronomen Tom Gehrels och det nederländska astronomparet Ingrid van Houten-Groeneveld och Cornelis Johannes van Houten vid Palomarobservatoriet. Den är uppkallad efter amatörastronomen Eise Eisinga.
Asteroiden har en diameter på ungefär 4 kilometer.